# Schefflera bodinieri
Schefflera bodinieri är en araliaväxtart som först beskrevs av Augustin Abel Hector Léveillé, och fick sitt nu gällande namn av Alfred Rehder. Schefflera bodinieri ingår i släktet Schefflera och familjen araliaväxter. Inga underarter finns listade.